# Cantó d'Avion
El cantó d'Avion és un cantó francès del departament del Pas de Calais, situat al districte de Lens. Té 2 municipis i el cap és Avion.

## Municipis
- Avion
- Méricourt

## Història
| Data d'elecció                           | Identitat         | Partit | Qualitat |
| ---------------------------------------- | ----------------- | ------ | -------- |
| 1973-1998                                | Léandre Létoquart | PCF    |          |
| 1998-2011                                | Jacques Robitail  | PCF    |          |
| 2011-                                    | Jean-Marc Tellier | PCF    |          |
| les dades anteriors no són pas conegudes |                   |        |          |
|                                          |                   |        |          |

## Demografia
| A partir de 1990: Població sense dobles comptes |